# 私教類聚
『私教類聚』（しきょうるいじゅう）は、奈良時代末期に吉備真備が子孫への訓戒のために著した書。現存せず、逸文のみが伝わる。全1巻。
『拾芥抄』に38条の目録が、『政事要略』『河海抄』『覚禅抄』などに逸文が載せられているものの現存せず、偽書説もあるが、瀧川政次郎の真備晩年の宝亀年間に『顔氏家訓』などを参考にして編纂したとする説が有力視されている。また、逸文は和田英松によって整理されている。
儒教・仏教を尊び、医術・算術の実学的知識を重んじる一方で、道教・予言を排し、博奕などを禁じる内容で『顔氏家訓』だけでなく、『論語』・『礼記』・『史記』などからの引用がみられる。